# Frederik Højgaard Larsen
Frederik Højgaard er en tidligere professionel dansk freeskier med oprindelse i en forstaden Farum, hvor han voksede op med sine forældre og to brødre (Christian & Mikkel Højgaard) indtil han flyttede hjemmefra som 15 årig. Frederik har blandt andet gået 3 år på det svenske skigymnasie Liljaskolan, hvor han udover at tage en gymnasial uddannelse også kørte adskillige slopestyle, rail-jam og big-air konkurrencer på internationalt niveau.
Frederik var (2013-2017) sponsoreret af Quiksilver og Nordica (2014-2017) og Freestyle Academy også kendt som FSA . I vinteren 2015 skrev han under med manageren William Dahl, som udover at være hans manager også er en personlig ven.
Frederik er set på som en af frontløbene for udviklingen i dansk freestyle skisport, og var blandt andet den første dansker til at lande en "Double cork 1080".
Desuden er Frederik træner hos den danske Freestyle camp "Freestyle Academy" aka "FSA"

## Ski filosofi og resultater
Frederik startede sin skikarriere ud med at forfølge drømmen om X-games deltagelse, men fandt hurtigt ud af det mindede for meget om andet konkurrencesport og var imod hans idé om sporten som en fri sport. Det blev hurtig til at han begyndte at filme ski-edits og ski-film i stedet for at konkurrere meget. Dog ser man ham stadig til railjams og forskellige slopestyle-konkurrencer, hvor han i Danmark de seneste år har haft en dominerende karakter.
Efter konkurrencetiden tog Frederik faget op som video skaber/skiløber, og udgav i 2016 den prisvindene film "One&More" , som han lavede i partnerskab med filmfotografen og produktions manden Anders Von Holck. Filmen er lavet under Anders' produktionsselskab BeProfound.

### Resultater (uddrag)
- "Best trick" ved åbningen af Jibarena [5].
- "Best skier" Rad film Film battle 2012.
- 2. plads ved Badass Boxsession 2013 og 2014 [6].
- 1. plads TTR slopestyle i Tärnaby 2011.